# O'Donnell (Texas)
O'Donnell é uma cidade localizada no estado norte-americano do Texas, no Condado de Dawson e Condado de Lynn.

## Demografia
Segundo o censo norte-americano de 2000, a sua população era de 1011 habitantes.
Em 2006, foi estimada uma população de 971, um decréscimo de 40 (-4.0%).

## Geografia
De acordo com o United States Census Bureau tem uma área de
2,2 km², dos quais 2,2 km² cobertos por terra e 0,0 km² cobertos por água.

## Localidades na vizinhança
O diagrama seguinte representa as localidades num raio de 40 km ao redor de O'Donnell.